# Dziewczyny z drużyny 2
Dziewczyny z drużyny 2 (ang. Bring It On Again) – amerykański film komediowy z 2004 roku w reżyserii Damona Santostefano. Premiera filmu miała miejsce 13 stycznia 2004 roku.

## Obsada
- Anne Judson-Yager – Whittier Smith
- Bree Turner – Tina Hammersmith
- Kevin Cooney – Dean Sebastian
- Faune A. Chambers – Monica Jones
- Bryce Johnson – Greg
- Richard Lee Jackson – Derek
- Bethany Joy Lenz – Marni Potts